# Juan Carlos de la Ossa
Juan Carlos de la Ossa (25 novembre 1976) è un ex mezzofondista spagnolo.

## Palmarès

### Europei
- 1 medaglia:
  - 1 bronzo (Göteborg 2006 nei 10000 m piani)

### Europei di corsa campestre
- 1 medaglia:
  - 1 argento (Heringsdorf 2004 nella corsa lunga)

## Altre competizioni internazionali
2004
- 5º alla San Silvestre Vallecana ( Madrid) - 28'38"

2005
- Argento alla San Silvestre Vallecana ( Madrid) - 27'58"
- Argento alla Great Manchester Run ( Manchester) - 27'55"

2007
- 5º alla San Silvestre Vallecana ( Madrid) - 29'04"

2008
- 7º alla Great Manchester Run ( Manchester) - 28'27"
- 4º alla Great Yorkshire Run ( Sheffield) - 29'26"

2011
- 8º alla Great Ireland Run ( Dublino) - 30'26"

2017
- 8º alla Mezza maratona di Madrid ( Madrid) - 1h05'57"